# Maurice Edu
Edu Maurice Edu, Jr. (Fontana, 18 april 1986) is een Amerikaans voetballer. In 2015 nam Philadelphia Union hem definitief over van Stoke City nadat het hem het seizoen ervoor gehuurd had.

## Clubcarrière
Edu werd als eerste gekozen in de MLS SuperDraft 2007 door Toronto FC. Hij maakte zijn MLS debuut op 25 april 2007 tegen Kansas City Wizards. Op 12 mei scoorde hij tegen Chicago Fire zijn eerste professionele doelpunt. In zijn eerste seizoen speelde hij in 25 wedstrijden in MLS waarin hij 4 keer scoorde. Hij won na zijn debuut seizoen de MLS Rookie of the Year award, een prijs voor de beste speler in z'n eerste professionele jaar.
Op 16 augustus 2008 vloog Edu naar Glasgow voor onderhandelingen met Rangers. Uiteindelijk betaalde Rangers 2,6 miljoen pond waarna Edu een 5-jarig contract bij Rangers tekende. Edu maakte zijn debuut voor Rangers op 13 september 2008 in een wedstrijd tegen Kilmarnock. Zijn eerste goal voor Rangers scoorde hij op 8 april 2009 tegen St. Mirren.
Na veel gestuntel met blessures pikte Edu eind februari 2010 de draad weer op. Op 28 februari 2010 scoorde Edu in de laatste minuut van de Old Firm Derby de winnende goal tegen Celtic. Tijdens het seizoen 2010-2011 maakte hij zijn Champions League debuut tegen Manchester United en werd geprezen om zijn vertoonde spel. Op 20 oktober 2010 scoorde hij zijn eerste UEFA Champions League goal tegen Valencia maar maakte in dezelfde wedstrijd ook een eigen doelpunt waardoor 1-1 de eindstand was.
Edu speelde zijn 100ste wedstrijd in alle competities voor Rangers in een wedstrijd tegen Dundee United. In 2012 werd Rangers enkele divisies terug gezet door financiële problemen. Edu zocht, samen met talloze andere Rangers spelers, zijn heil ergens anders. Een gerucht over het tekenen bij Ipswich Town FC bleek echter niet waar te zijn.
Uiteindelijk tekende hij op 25 augustus 2012 bij het Engelse Stoke City. Hij maakte op 7 oktober zijn debuut voor Stoke wat later zijn enige speelminuten van het seizoen bleken te worden.
Door een ernstig gebrek aan speeltijd bij Stoke City werd hij tot het einde van het seizoen 2012-2013 uitgeleend aan het Turkse Bursaspor. Bij Bursaspor brak hij vrijwel gelijk door in de basis, werd hij publiekslieveling en zorgde hij er mede voor dat Bursaspor op een prima 4e positie eindigde. Op 27 januari 2014 werd Edu verhuurd aan het Amerikaanse Philadelphia Union met een optie tot koop. Bij Philadelphia Union kreeg Edu een 'Designated Player' contract. Op 9 maart 2014 maakte hij tegen Portland Timbers zijn debuut voor de Union. Edu speelde tijdens zijn huurperiode bij Philadelphia uiteindelijk in eenendertig wedstrijden waarin hij drie doelpunten maakte en twee assists gaf. Op 14 januari 2015 nam Philadelphia Union hem definitief over van het Engelse Stoke City.

## Interlandcarrière
Edu maakte zijn debuut voor het Amerikaanse nationale team op 17 oktober 2007 tegen Zwitserland. Edu was lid van de 23-koppige selectie die de VS vertegenwoordigden op het WK 2010. In een groepswedstrijd tegen Slovenië op datzelfde toernooi leek Edu de winnende 3-2 te scoren. Scheidsrechter Koman Coulibaly telde de goal echter niet wat tot veel verbazing leidde bij kijkers over de hele wereld.